# Camp Lukacs
Camp Lukács fue un presidio y campo de concentración que las Brigadas Internacionales tenían localizado en Albacete, España.

## Historia
A partir de otoño de 1936, llegaron a España más de 35.000 voluntarios para combatir en las filas de las Brigadas Internacionales contra el ejército sublevado de Franco. 
El carácter voluntario de los brigadistas pronto se convirtió en un problema para el ejército republicano, máxime cuando alguno de ellos pretendía regresar a su país de origen, para evitarlo se llevaron a cabo varias medidas: primeramente se tomó la decisión de confiscarles los pasaportes. Posteriormente, en septiembre de 1938, el gobierno de la República dictó un Decreto mediante el cual las Brigadas Internacionales quedaban forzosamente encuadradas en el Ejército Republicano, sujetas, en consecuencia, al Código Penal Militar. A partir de ese momento los intentos de los brigadistas voluntarios por regresar a sus países podían ser juzgados como deserción y consecuentemente aplicarse la pena de muerte.
Los Brigadistas que acudían voluntariamente a combatir contra las tropas del general Franco y no podían aguantar la presión del frente fueron encarcelados en Camp Lukács, el presidio que las Brigadas Internacionales tenían en Albacete.
Rápidamente tras la evacuación de la base administrativa de las Brigadas Internacionales de Albacete a Barcelona en abril de 1938 -debido al corte por las tropas franquistas de la zona republicana por la ofensiva de Aragón en la zona del Ebro a mediados de dicho mes- y tras el consiguiente cierre de las cárceles disciplinarias propias del ‘Camp Lukács’ y de otros lugares de Albacete, por el avance de las tropas franquistas, los responsables de las Brigadas Internacionales decidieron (al tiempo que reorganizaban la sede administrativa de las Brigadas en el barrio de Horta de Barcelona) establecer una nueva cárcel para brigadistas en el Castillo de Castelldefels desde, probablemente, inicios de abril de 1938 hasta el 22 de enero de 1939, dos días antes de la toma de la ciudad por el ejército franquista.